# Hitman: Damnation
Hitman: Damnation est le second roman de la série Hitman. Il a été rédigé par Raymond Benson, qui n'est pas étranger au monde fictif de l'espionnage après avoir écrit de nombreux romans pour la série James Bond. Le livre devrait sortir le 30 octobre 2012, aux États-Unis et dans sa langue d'origine, par la maison d'édition Del Rey Books. Le synopsis du roman se déroule entre Hitman: Blood Money et le jeu vidéo Hitman: Absolution.

## Résumé
L'histoire est celle du légendaire assassin, l'agent 47 alors qu'il tente de continuer son affectation au sein de l'agence. 47 est chargé d'assassiner une grande figure politique américaine, mais il remarque que certains aspects de la mission ne sont pas comme il l'aurait prévu, il se rend vite compte qu'il ne s'agira que d'un tissu de mensonges, une tromperie, mais il faudra continuer d'assassiner pour finir la mission.